# Dokležovje
Dokležovje é uma vila localizada no município de Beltinci na Eslovênia. Possuía uma população estimada de 874 habitantes em 2020.